# Skottorp (slot)
 For alternative betydninger, se Skotterup (flertydig). (Se også artikler, som begynder med Skotterup)
 For alternative betydninger, se Skottorp. (Se også artikler, som begynder med Skottorp)
Skottorp (dansk: Skotterup) er en herregård i Skummeslövs socken, Høgs Herred, Laholms kommun i Halland.
Omkring 1488 omtales en Axel Bang til Skotterup, og 1536-1562 skrev Axel Andersen Jernskæg sig til Skotterup. I 1663 blev gården solgt af Holger Rosencrantz til Peter Julius Coyet, som samme år solgte det videre til Frans Joel Örnestedt. 
Det forfaldne slot blev nedrevet i 1816 og det nuværende slot i empirestil blev opført. 